# Pengeombytning
Pengeombytning finder sted, når cirkulerende sedler og mønter gøres ugyldige og erstattes af nye. Den måske mest kendte pengeombytning i verdenshistorien var i Tyskland i 1923, hvor man efter en meget kraftig hyperinflation byttede papiermark ud med rentenmark i forholdet 1:1.000.000.000.000 (en til en billion).
I Danmark foregik der en pengeombytning i juli 1945, altså kort efter den tyske besættelses ophør. Man fik herved saneret pengemarkedet og fik opsuget en stor del af værnemagernes skjulte formuer. Ombytningen blev planlagt allerede i efteråret 1943, hvor Nationalbanken i al hemmelighed begyndte at fremstille en ny seddelserie i samarbejde med Egmont H. Petersens bogtrykkeri. Man genbrugte typisk de eksisterende udformninger af sedlerne, men brugte nye farver.

## Danske pengeombytninger
- 13. september 1748
- 5. januar 1813
- 23. juli 1945